# Enzo Del Forno
Enzo Del Forno (Colloredo di Prato, 24 gennaio 1950) è un ex altista italiano. Attualmente è presidente della Polisportiva Libertas Pasian di Prato.

## Biografia
I suoi migliori risultati sono stati il decimo posto alle Olimpiadi di Monaco di Baviera del 1972, l'argento ai Giochi del Mediterraneo di Algeri del 1975 e la medaglia d'oro alle Universiadi di Roma dello stesso anno. Inoltre è stato autore di diversi record italiani.

## Risultati
| Anno | Età | Risultato     | Competizione                                     | Città                | Commenti                            |
| ---- | --- | ------------- | ------------------------------------------------ | -------------------- | ----------------------------------- |
| 1966 | 16  | 1.48          |                                                  |                      |                                     |
| 1967 | 17  | 1.73          |                                                  |                      |                                     |
| 1968 | 18  | 1.88          |                                                  |                      |                                     |
| 1969 | 19  | 1.95          |                                                  |                      |                                     |
| 1970 | 20  | 2.11          |                                                  |                      |                                     |
| 1971 | 21  | 2.08 (indoor) |                                                  |                      |                                     |
| 1972 | 22  | 2.16          | Olimpiadi                                        | Monaco               | 10º con 2.15                        |
| 1973 | 23  | 2.19          | Europei indoor Coppa Europa Universiadi          | Rotterdam Oslo Mosca | 8º con 2.14 2º con 2.13 3º con 2.15 |
| 1974 | 24  | 2.21          | Europei Europei indoor                           | Roma Göteborg        | qualificazioni 2.08 5º con 2.17     |
| 1975 | 25  | 2.22          | Coppa Europa Giochi del Mediterraneo Universiadi | Nizza Algeri Roma    | 4º con 2.17 2º con 2.16 1º con 2.13 |
| 1976 | 26  | 2.18          |                                                  |                      |                                     |
| 1977 | 27  | 2.05          |                                                  |                      |                                     |